# Trône du roi Ghézo
Le Trône du roi Ghézo est un trône d'apparat et de majesté. Il constitue une pièce principale de l'ensemble des trésors pillés au royaume d'Abomey lors de l'expédition punitive française contre la rébellion du roi Ghézo.

## Description

### Formes et décorations
Le trône ressemble à des regalia. Certains pensent que les contacts du royaume avec l´Europe dès le XVIIIe siècle ont influencé les styles artistiques des sculpteurs. La forme incurvée au sommet du trône, elle, est typique des trônes Ashanti.
Ce trône d'apparat et de majesté est sculpté et décoré de motifs tels des palmiers; en référence à l'éternité,.

### Usage
Le roi s’installe sur ce trône lors d'occasions exceptionnelles. La cérémonie annuelle d’Ato en hommage aux ancêtres est une des occasions où le trône est utilisé. 
De l'estrade, le roi assis sur ce trône, est au-dessus de la foule à qui il offre des présents tels des cauris, tissus, animaux, nourriture et armes.